# Augustin Chantrel
Augustin Chantrel (Mers-les-Bains, 1906. november 11. – 1956. szeptember 4.) francia labdarúgóhátvéd, középpályás, edző.
A francia válogatott tagjaként részt vett az 1930-as világbajnokságon.